# 耿炳文
耿炳文（1334年—1403年），濠州（今安徽鳳陽）人，中國明朝开国军事将领，官至大将军，以功封長興侯。

## 生平
元朝末年，他與父亲耿君用追隨朱元璋渡過長江。耿君用在1356年救援宜興時，與張士誠交鋒，力戰而死。耿炳文承襲其父的管軍總管之職，繼續統領其部眾。至正十七年（1357年）二月初一耿炳文從廣德攻長興州，張士誠守將趙打虎以三千精兵迎戰失利，逃往湖州。初三，炳文攻陷長興，獲戰船三百多艘。朱元璋改長興为长安州，在县署内设立永兴翼元帅府，炳文任总兵都元帅。炳文納儒士溫祥卿於幕下，協助策劃防守。炳文固守長興十年，前後歷數十戰，多次打敗張士誠。
朱元璋向張士誠全面進攻時，炳文帶兵攻克湖州，围平江（苏州）。朱元璋建立明朝後，授镇国上将军兼右率府副使。耿炳文随大军征讨中原，攻克山东沂、峄等州，攻下汴梁，巡视河南，侍从太祖北巡。又随常遇春攻占大同，攻克晋、冀。随大将军徐达征讨陕西，打败李思齐、张思道。洪武二年（1369年），镇守陕西，疏通泾阳洪渠十万余丈，给老百姓带来了很多好处。洪武三年（1370年）任命为秦王府左相兼陕西行省右丞，封长兴侯，食禄一千五百石。洪武十四年（1381年），随大将军徐达出塞，在北黄河打败元朝平章乃儿不花，再次返回陕西。洪武十九年（1386年），随颍国公傅友德征讨云南，平定曲靖蛮。洪武二十一年（1388年），从永昌侯蓝玉北征，到达捕鱼儿海。洪武二十四年（1391年），赐钞造第于凤阳，修葺先茔，追赠父亲耿君用侯爵。洪武二十五年（1392年），耿炳文率兵平定陕西徽州妖人之乱。洪武三十年（1397年），任征西将军，擒获蜀寇高福兴，俘虏敌军三千人。洪武三十一年（1398年），镇守辽东。
明太祖排列功臣之时，耿炳文与大将军徐达等人列为一等。朱元璋晚年殺戮功臣颇多，倖存的只有耿炳文和郭英二人。建文元年（1399年）七月爆發靖難之役時，朝廷僅能派66歲的耿炳文率兵北上討伐，佩大將軍印，號稱30萬人。炳文軍13萬人在八月到達真定，徐凱率兵駐河間，潘忠、楊松率兵駐鄚州（今河北任丘），以先鋒9000人據守雄縣。燕軍趁中秋之夜突襲雄縣，又擊敗了援兵，潘忠、楊松被執，燕軍攻陷鄚州。炳文在移動部隊渡過滹沱河時被燕軍攻擊，部將李堅、甯忠、顧成被執，斬首3萬餘級。炳文與殘軍10萬人退入真定城（今河北正定），坚守不出。耿炳文拙於攻略，長於守城，故能固守長興達十年之久。朱棣攻城三日，一直没有攻下，於是对诸将说：“攻城下策，徒旷时日，钝我士气。”遂解围而去。但是，此時惠帝朱允炆接受黄子澄的建議，撤換耿炳文，以李文忠之子曹國公李景隆接任，齐泰堅決反對却不被采纳，由景隆調兵五十萬伐燕，戰事遂不可為。

### 永樂年間
燕王朱棣奪權成功後，登基称帝，耿炳文投降後被罢免职务，赋闲在家。刑部尚书郑赐、御史陳瑛在永乐元年（1403年）彈劾耿炳文「衣服器皿有龍鳳飾，玉帶用紅鞓，僭妄不道」，耿炳文上吊自殺，终年七十岁。耿炳文的三个儿子前军都督佥事耿璿、后军都督佥事耿瓛、尚宝司卿耿瑄也都受到牵连被杀。
但是，根据顾诚在《靖难之役和耿炳文、沐晟家族——婚姻关系在封建政治中作用之一例》一文中的考证出耿炳文在靖难之役中于真定死难，这种说法并没有得到史学界的认可。耿炳文的外甥黔国公沐晟《耿公墓田碑记》称这位舅舅“年已六十有五，援真定，殁于阵。上更痛甚，亲制文遣命中官谕祭。命有司治坟茔，赐临濠山地三白顷、佃户二千人、守坟人二百户，仪仗户十五户，以京卫军士充之，先后隆恩叠颁洊至。”黄金《开国功臣录》载耿炳文于洪武三十二年（即建文元年，1399年)“十月自辽东率众十余万援真定，战殁于阵，年六十五”。黄佐《革除遗事》：“炳文死于阵，年五十六。”明正德朝尚宝司少卿姜清《姜氏秘史》、万历朝焦竑《国朝献征录》都载耿炳文出兵援真定后不久去世。永乐初年，廷臣劾奏耿炳文葬礼“逾制”，朱棣“命速改之”。

## 家庭
炳文長子耿璿是懿文太子朱標長女江都公主的駙馬。他和兄弟耿瓛（后军都督佥事）、耿瑄（尚宝司卿，正五品）都被朱棣杀害；另一子耿琦去云南投靠了姑父沐英的家族。